# Благородный рыбак
Благородный рыбак, или Выгодная служба Робин Гуда (англ. The Noble Fisherman or Robin Hood's Preferment, также Robin Hood’s Fishing, Child 148, Roud 3958) — народная баллада английского происхождения, входящая в корпус историй, повествующих о Робин Гуде. Она обнаруживается в нескольких бродсайдах и сборниках XVII века и была внесена в реестр гильдии книготорговцев в 1631 году. Наиболее полная версия баллады содержится в так называемом «манускрипте лесников» (Forresters manuscript), обнаруженном в 1993 году. Несмотря на очень необычное развитие событий, баллада пользовалась большой популярностью.

## Сюжет
Робин решает сменить род занятий и податься в рыбаки, под предлогом того, что у тех больше денег. Он раздаёт своим людям их полугодовой заработок и под именем Саймона Ли отправляется в Скарборо. Там он останавливается в доме у вдовы, унаследовавшей рыболовное дело мужа, и она предлагает ему место в команде. Выйдя в море, моряки вскоре обнаруживают, что Робин никуда не годится как рыбак. Капитан заявляет, что тот не получит своей доли улова по возвращении, но теперь Робин и вовсе предпочитает строгать стрелы вместо ловли рыбы, охладев к морю. На обратном пути рыбаки сталкиваются с морскими разбойниками из Франции. Капитан клянёт судьбу, потому что впереди, помимо потери денег и рыбы, их всех ожидает французский плен. Робин просит привязать себя к мачте и дать ему лук. Сперва он убивает рулевого, лишая корабль противника управления. Когда у него кончаются стрелы, а корабли сближаются, неудавшийся рыбак с мечом проникает на борт, довершая начатое. На корабле он находит 1200 фунтов золотом. Робин делит золото как подобает лидеру разбойников, говоря, что на свои деньги построит на берегу в Уитби часовню и никогда больше не выйдет в море.
Исследователи отмечают два любопытных (но не более того) факта, отсылающих к этой балладе: название небольшого посёлка Робин-Худс-Бэй (англ. Robin Hood's Bay) к югу от Уитби и в 20 милях от Cкарборо, а также имя корабля, в 1438 году приписанного к Абердину — Robyn Hude. Найт и Олгрен проводят многочисленные параллели этой истории с балладой «Робин Гуд и гончар» (Child 121).